# Herb gminy Bodzechów
Herb gminy Bodzechów – jeden z symboli gminy Bodzechów, ustanowiony 19 marca 2004.

## Wygląd i symbolika
Herb przedstawia na tarczy w polu czerwonym złoty dąb (symbol lasów gminy, w szczególności rezerwatu Lisiny Bodzechowskie), a pod nim dwa krzemienie srebrne (nawiązanie do Krzemionek Opatowskich). 